# Takar
Takar, auch Takkar, war eine Volumeneinheit für Öl in Batavia (Niederländisch-Indien) und Java und war niederländisch geprägt. Das Indonesischen Maßsystem wurde 1923 auf das metrische System umgestellt und 1938 nochmals angepasst.
- Batavia: 1 Takar = 17 Kannen (seltener auch 18 Kannen) = 170 Mutsjes (Mützchen) = 25,770 Liter

Nebenbetrachtung Batavia:
- - 1 Pintchen = 0,0758 Liter
  - 1 Mutsjes = 2 Pintchen = 0,1516 Liter
  - 1 Kit = 4 Koelak = 10 Kannen = 15,159 Liter
- Java: 1 Takar = 25 Kannen = 250 Mutsjes 
  - Ostküste Java: 1 Takar = 1 ¾ bis 3 ½ Kannen